# 拉吉斯拉夫·季卡尔
拉吉斯拉夫·季卡尔（捷克語：Ladislav Tikal，1905年5月25日—1980年6月30日），生于索別斯拉夫，捷克斯洛伐克男子竞技体操运动员。他曾获得1928年夏季奥运会体操比赛男子团体全能银牌。